# Ai-cham
L'ai-cham (prononcé localement /ʔai33tɕam22/, chinois : 锦 ; pinyin : jǐn) est une langue tai-kadai parlée dans la province du Guizhou, en république populaire de Chine.

## Répartition géographique
L'ai-cham est parlée par la population du même nom qui réside dans dix villages des communes de Diwo et Boyao, toutes deux situées dans le district de Libo, rattaché à la préfecture autonome buyei et miao de Qiannan de la province du Guizhou.
Les Ai-cham vivent en contact dans le xian de Libo avec les Mak et les Bouyei, mais dans des villages séparés. Les mariages entre les trois groupes sont possibles. Le bouyei, qui est une langue tai-kadai comme le mak et l'ai-cham, est généralement utilisé dans la communication entre les membres de ces trois communautés. L'influence du bouyei est forte puisque les Ai-cham n'ont pas de folklore musical propre et chantent les chants bouyei.

## Classification interne
L'ai-cham est une des langues kam-sui, un des sous-groupes des langues tai-kadai.

## Phonologie
Les tableaux présentent les phonèmes de l'ai-cham parlé dans le village de Doucun de la commune de Boyao (播尧).

### Voyelles
Les voyelles sont : 
|         | Antérieure  | Centrale | Postérieure |
| ------- | ----------- | -------- | ----------- |
| Fermée  | i [i] ɿ [ɿ] |          | ɯ [ɯ] u [u] |
| Moyenne | e [e]       | ə [ə]    | o [o]       |
| Ouverte | a [a]       |          |             |

### Consonnes
les consonnes sont :
|               |              | Bilabiales | Alvéolaires | Alvéolaires | Alv.-p.     | Dorsales | Dorsales  | Glottales |
| ------------- | ------------ | ---------- | ----------- | ----------- | ----------- | -------- | --------- | --------- |
| Centrales     | Latérales    | Bilabiales | Palatales   | Vélaires    | Alv.-p.     |          |           | Glottales |
| Occlusives    | Sourde       | p [p]      | t [t]       |             |             |          | k [k]     | ʔ [ʔ]     |
| Occlusives    | Aspirées     | ph [pʰ]    | th [tʰ]     |             |             |          | kh [kʰ]   |           |
| Occlusives    | Palatalisées | pj [pʲ]    |             |             |             |          |           |           |
| Occlusives    | Aspirées     | phj [pʲʰ]  |             |             |             |          |           |           |
| Occlusives    | Labialisées  |            | tw [tʷ]     |             |             |          | kw [kʷ]   |           |
| Occlusives    | Aspirées     |            |             |             |             |          | khw [kʷʰ] |           |
| Occlusives    | Sonores      | b [b]      | d [d]       |             |             |          | g [g]     |           |
| Occlusives    | Palatalisées | bj [bʲ]    |             |             |             |          |           |           |
| Occlusives    | Préglottal.  | ʔb [ʔb]    | ʔd [ʔd]     |             |             |          |           |           |
| Occlusives    | Palatalisées |            | ʔdj [ʔdʲ]   |             |             |          |           |           |
| Occlusives    | Labialisées  |            |             |             |             |          | gw [gʷ]   |           |
| Fricatives    | sourdes      | f [f]      | s [s]       |             | ɕ [ɕ]       |          |           | h [h]     |
| Fricatives    | Palatalisées | fj [fʲ]    |             |             |             |          |           |           |
| Fricatives    | Labialisées  |            | sw [sʷ]     |             |             |          |           |           |
| Fricatives    | Sonores      | v [v]      | z [z]       |             | ʑ [ʑ]       |          |           |           |
| Fricatives    | Palatalisées |            | zj [zʲ]     |             |             |          |           |           |
| Fricatives    | Labialisées  |            | zw [zʷ]     |             |             |          |           |           |
| Affriquées    | Sourdes      |            | ts [t͡s]     |             | tɕ [t͡ɕ]     |          |           |           |
| Affriquées    | Aspirées     |            |             |             | tɕh [t͡ɕʰ]   |          |           |           |
| Affriquées    | Labialisées  |            |             |             | tɕw [t͡ɕʷ]   |          |           |           |
| Affriquées    | Aspirées     |            |             |             | tɕhw [t͡ɕʷʰ] |          |           |           |
| Affriquées    | Sonores      |            |             |             | dʑ [d͡ʑ]     |          |           |           |
| Affriquées    | Préglottal.  |            |             |             | ʔdʑ [ʔd͡ʑ]   |          |           |           |
| Liquides      | Sonores      |            |             | l [l]       |             |          |           |           |
| Liquides      | Palatalisées |            |             | lj [lʲ]     |             |          |           |           |
| Liquides      | dévoisées    |            |             | l̥ [l̥]       |             |          |           |           |
| Nasales       | Sonores      | m [m]      | n [n]       |             | ɲ [ɲ]       |          | ŋ [ŋ]     |           |
| Nasales       | Palatalisées | mj [mʲ]    | nj [nʲ]     |             |             |          |           |           |
| Nasales       | Labialisées  |            |             |             | ɲw [ɲʷ]     |          | ŋw [ŋʷ]   |           |
| Nasales       | dévoisées    | m̥ [m̥]      | n̥ [n̥]       |             | ɲ̥ [ɲ̥]       |          | ŋ̥ [ŋ̥]     |           |
| Semi-voyelles | Simples      | w [w]      |             |             |             | j [j]    |           |           |
| Semi-voyelles | Labialisées  |            |             |             |             | jw [jʷ]  |           |           |
| Semi-voyelles | Préglottal.  | ʔw [ʔw]    |             |             |             | ʔj [ʔj]  |           |           |
| Semi-voyelles | dévoisées    |            |             |             |             | j̥ [j̥]    |           |           |

### Tons
L'ai-cham de Boyao est une langue tonale, avec 7 tons. Les tons 7 et 8 n'apparaissent qu'en syllabes fermées, se terminant par les consonnes p, t et k.
| Ton | Valeur | Exemple  | Traduction   |
| --- | ------ | -------- | ------------ |
| 1   | 13     | da13     | œil          |
| 2   | 31     | kwəi31   | buffle d'eau |
| 3   | 33     | nam33    | eau          |
| 4   | 53     | vi53     | faire        |
| 5   | 24     | tɕai24   | œuf          |
| 7   | 55     | phjaːt55 | sang         |
| 8   | 31     | tjet31   | rencontrer   |